# Giải của Hiệp hội phê bình phim Chicago cho đạo diễn xuất sắc nhất
Giải của Hiệp hội phê bình phim Chicago cho đạo diễn xuất sắc nhất là một giải thưởng hàng năm của Hiệp hội phê bình phim Chicago dành cho đạo diễn của một phim, được bầu chọn là xuất sắc nhất.

## Các người đoạt giải

### Thập niên 1980
| Năm  | Người đoạt giải | Phim               |
| ---- | --------------- | ------------------ |
| 1989 | Spike Lee       | Do the Right Thing |

### Thập niên 1990
| Năm  | Người đoạt giải   | Phim              |
| ---- | ----------------- | ----------------- |
| 1990 | Martin Scorsese   | Goodfellas        |
| 1993 | Steven Spielberg  | Schindler's List  |
| 1994 | Quentin Tarantino | Pulp Fiction      |
| 1995 | Oliver Stone      | Nixon             |
| 1996 | Joel Coen         | Fargo             |
| 1997 | Curtis Hanson     | L.A. Confidential |
| 1998 | Terrence Malick   | The Thin Red Line |
| 1999 | Sam Mendes        | American Beauty   |

### Thập niên 2000
| Năm  | Người đoạt giải & được đề cử | Phim                                          |
| ---- | ---------------------------- | --------------------------------------------- |
| 2000 | Steven Soderbergh            | Traffic                                       |
| 2001 | David Lynch                  | Mulholland Drive                              |
| 2002 | Todd Haynes                  | Far from Heaven                               |
| 2003 | Peter Jackson                | The Lord of the Rings: The Return of the King |
| 2004 | Clint Eastwood               | Million Dollar Baby                           |
| 2005 | David Cronenberg             | A History of Violence                         |
| 2005 | George Clooney               | Good Night, and Good Luck.                    |
| 2005 | Peter Jackson                | King Kong                                     |
| 2005 | Ang Lee                      | Brokeback Mountain                            |
| 2005 | Steven Spielberg             | Munich                                        |
| 2006 | Martin Scorsese              | The Departed                                  |
| 2006 | Clint Eastwood               | Letters from Iwo Jima                         |
| 2006 | Stephen Frears               | The Queen                                     |
| 2006 | Paul Greengrass              | United 93                                     |
| 2006 | Alejandro González Iñárritu  | Babel                                         |
| 2007 | Ethan & Joel Coen            | No Country for Old Men                        |
| 2007 | Paul Thomas Anderson         | There Will Be Blood                           |
| 2007 | David Fincher                | Zodiac                                        |
| 2007 | Tony Gilroy                  | Michael Clayton                               |
| 2007 | Jason Reitman                | Juno                                          |
| 2008 | Danny Boyle                  | Slumdog Millionaire                           |
| 2008 | David Fincher                | The Curious Case of Benjamin Button           |
| 2008 | Christopher Nolan            | The Dark Knight                               |
| 2008 | Andrew Stanton               | WALL-E                                        |
| 2008 | Gus Van Sant                 | Milk                                          |